# Euraåminne
Euraåminne (finska: Eurajoki) är en kommun i landskapet Satakunta i Finland. Folkmängden i Euraåminne kommun uppgick år 2021 till 9 334 invånare och den totala arealen utgörs av 643,78 km². Folkmängden i tätorten Euraåminne kyrkoby uppgick den 31 december 2012 till 2 586 invånare, landarealen utgjordes av 6,97  km² och folktätheten uppgick till 371,0 invånare/ km². Kommunen är belägen invid Bottenvikens strand, norr om staden Raumo. Riksväg 8 löper genom kommunen.
Euraåminne kommun ingår i Raumo ekonomiska region.
Euraåminne kommuns språkliga status är enspråkigt finsk.

## Kärnkraftverk
I kommunen finns ett av Finlands två kärnkraftverk, Olkiluoto. Kärnkraftverket har tre reaktorer. Finlands andra kärnkraftverk ligger i Lovisa.

## Euraåminne församling
I Euratrakten har funnits en kyrksocken från 1200-talet. Forskarna är inte överens om den är Euraåminne (på medeltiden Eurabominne) eller Eura. Euraåminne kyrksocken har grundats senast under första hälften av 1300-talet och nämns i  källorna tidigast 1344. Till Euraåminne har tidigare hört Luvia kapellförsamling och Irjanne bönehusförsamling. Luvia kapell torde kunna dateras till slutet av 1400-talet. Det nämns första gången år 1558 men torde ha varit ett kapell redan 1495. Luvia kapellförsamling  avskildes till en självständig församling 1901, vilket verkställdes 1909.
Byar som har tillhört Euraåminne församling i äldre tider: Auvi, Hankkila, Huhta, Ilavainen, Irjanne, Kainu, Kaukomäki, Kaukonpieli, Kaunissaari, Kirkonkylä, Koivuniemi, Köykkä, Kuivalahti (föråldrat Kvivlax), Lapijoki, Lavila, Linnamaa, Lutta, Mullila, Pappila, Pihlaus, Rikantila, Saari, Sydänmaa, Tahkoniemi, Taipale, Tarvola, Vaimala (Karra), Väkkärä och Vuojoki.

## Styre och politik

### Mandatfördelning i Euraåminne kommun, valen 1976–2021
| 3 | 8 | 12 | 4 |

| 2 | 9 | 11 | 5 |

| 2 | 9 | 11 |  | 4 |

| 2 | 10 | 11 |  | 3 |

| 2 | 11 | 10 |  | 3 |

| 3 | 9 | 11 | 4 |

| 2 | 9 | 12 | 4 |

| 3 | 9 | 11 | 4 |

| 21 | 6 |

| 3 | 9 |  | 11 | 3 |

| 16 | 11 |

| 2 | 8 | 3 | 10 | 4 |

| 17 | 10 |

|  | 10 | 4 | 13 | 7 |

| 21 | 14 |

| 10 | 5 | 13 |  | 6 |

| 21 | 14 |

### Vänorter
Euraåminne har åtminstone följande vänort:
- Weener, Tyskland, sedan 1983.

## Demografi

### Befolkningsutveckling
| Befolkningsutvecklingen i Euraåminne kommun 1975–2020                                                        | Befolkningsutvecklingen i Euraåminne kommun 1975–2020 | Befolkningsutvecklingen i Euraåminne kommun 1975–2020 | Befolkningsutvecklingen i Euraåminne kommun 1975–2020 | Befolkningsutvecklingen i Euraåminne kommun 1975–2020 |
| --- | ----------------------------------------------------- | ----------------------------------------------------- | ----------------------------------------------------- | ----------------------------------------------------- |
| |                                                       |                                                       |                                                       |                                                       |
| År |                                                       |                                                       | Folkmängd                                             |                                                       |
| 1975 | 1975                                                  |                                                       | 8 436                                                 |                                                       |
| 1980 | 1980                                                  |                                                       | 9 017                                                 |                                                       |
| 1985 | 1985                                                  |                                                       | 9 242                                                 |                                                       |
| 1990 | 1990                                                  |                                                       | 9 554                                                 |                                                       |
| 1995 | 1995                                                  |                                                       | 9 620                                                 |                                                       |
| 2000 | 2000                                                  |                                                       | 9 233                                                 |                                                       |
| 2005 | 2005                                                  |                                                       | 9 159                                                 |                                                       |
| 2010 | 2010                                                  |                                                       | 9 245                                                 |                                                       |
| 2015 | 2015                                                  |                                                       | 9 287                                                 |                                                       |
| 2020 | 2020                                                  |                                                       | 9 452                                                 |                                                       |
| Anm: Uppgifterna avser förhållandena den 31 december nämnda år enligt områdesindelningen den 1 januari 2022. |                                                       |                                                       |                                                       |                                                       |

### Språk
Befolkningen efter språk (modersmål) den 31 december 2022. Finska, svenska och samiska räknas som inhemska språk då de har officiell status i landet. Resten av språken räknas som främmande. För språk med färre än 10 talare är siffran dold av Statistikcentralen på grund av sekretesskäl.
| Språk                        | Talare 2022-12-31 | Talare 2022-12-31 |
| Språk                        | Antal             | Andel (%)         |
| ---------------------------- | ----------------- | ----------------- |
| Hela befolkningen            | 9 211             | 100,0             |
| Inhemska språk totalt        | 8 897             | 96,6              |
| Finska                       | 8 868             | 96,3              |
| Svenska                      | 29                | 0,3               |
| Främmande språk totalt       | 314               | 3,4               |
| Grekiska                     | 77                | 0,8               |
| Estniska                     | 63                | 0,7               |
| Ryska                        | 23                | 0,2               |
| Polska                       | 22                | 0,2               |
| Engelska                     | 21                | 0,2               |
| Tyska                        | 16                | 0,2               |
| Lettiska                     | 15                | 0,2               |
| Thailändska                  | 15                | 0,2               |
| Rumänska                     | 11                | 0,1               |
| Turkiska                     | 11                | 0,1               |
| Språk med färre än 10 talare | 40                | 0,4               |

|  | Finska (96,3 %) |

|  | Svenska (0,3 %) |

|  | Främmande språk (3,4 %) |

|  | Finska (96,3 %) |

|  | Svenska (0,3 %) |

|  | Främmande språk (3,4 %) |

## Sevärdheter
- Olkiluoto kärnkraftverk. Guidade turer bör bokas på förhand.
- Endast spår av Vreghdenborgs borg  finns kvar i terrängen att beskåda. Borgen uppfördes 1365, och förstördes redan på 1400-talet[14].
- Välimaa torp. I torpet från 1850-talet lever folk som på 1930-talet. Besökare får delta i torpets göromål.
- Euraåminne museum ligger i Irjanne by. Här finns ett lantbruksmuseum med vapensamling i bottenvåningen, ett hembygdsmuseum, ett skolmuseum och ett apoteksmuseum.
- Gustav II Adolf:s kyrka från 1803.
- Irjanne kyrka från 1758.[15]

## Bilder

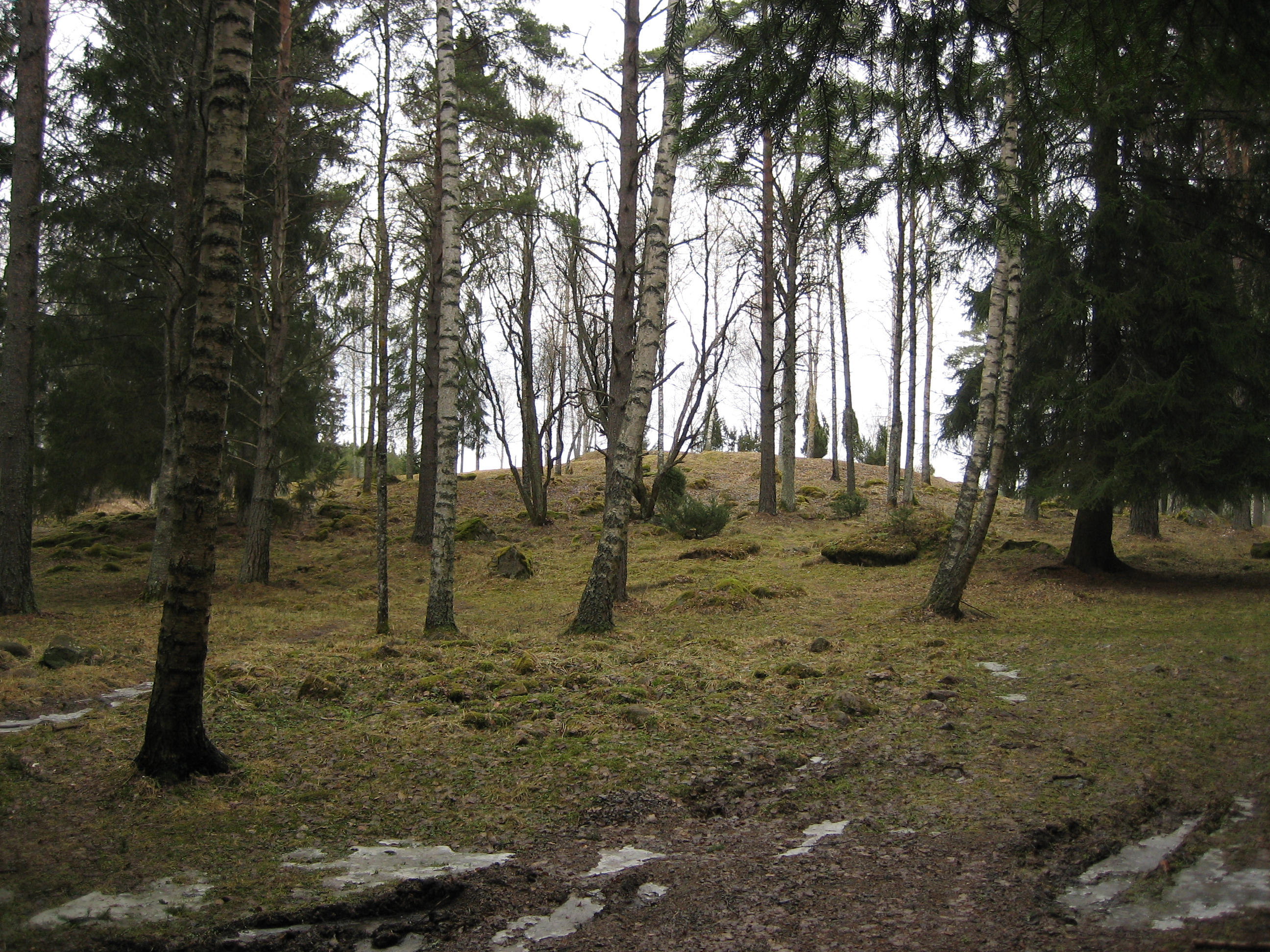
Vreghdenborgs borg från utsidan.
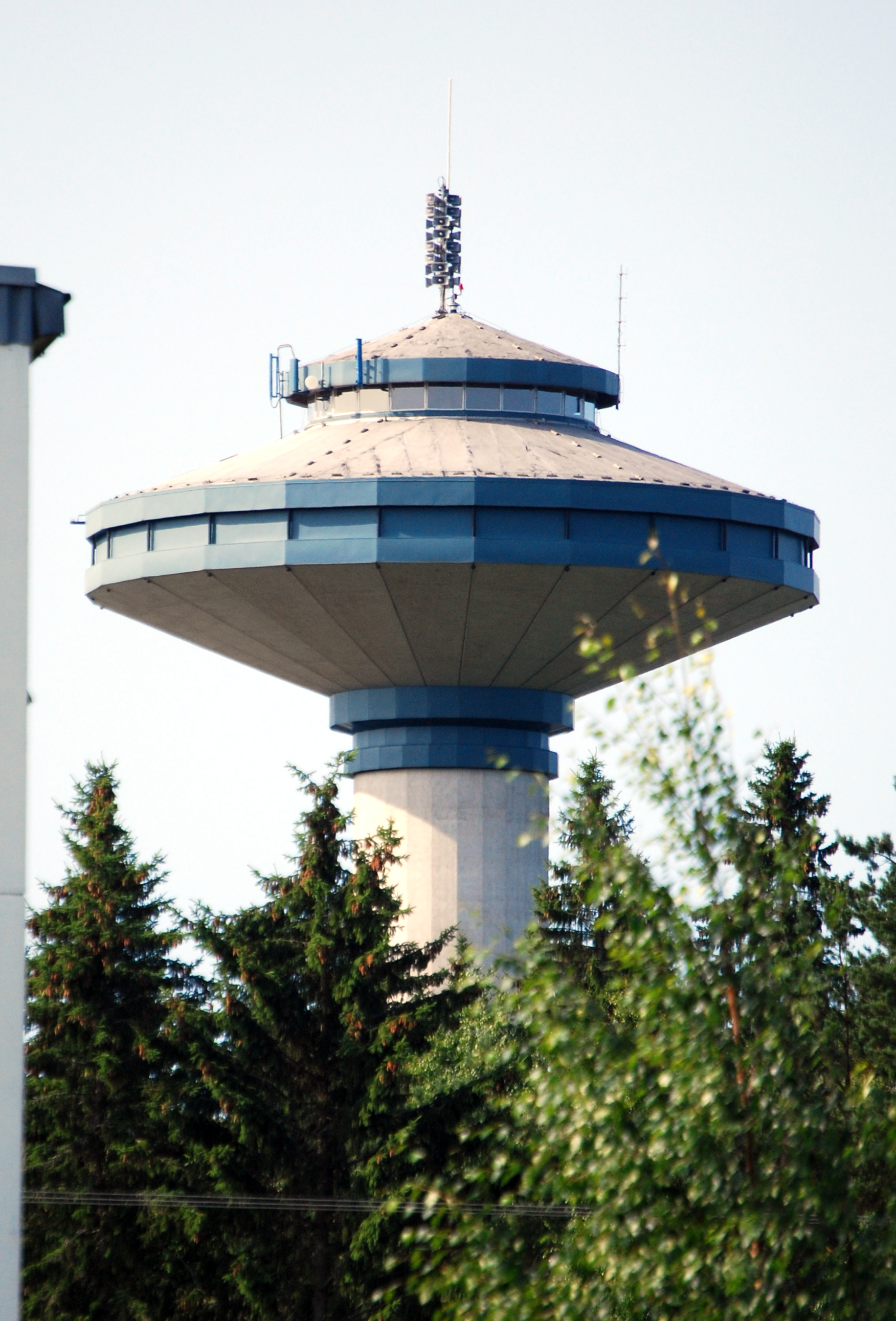
Euraåminne vattentorn.
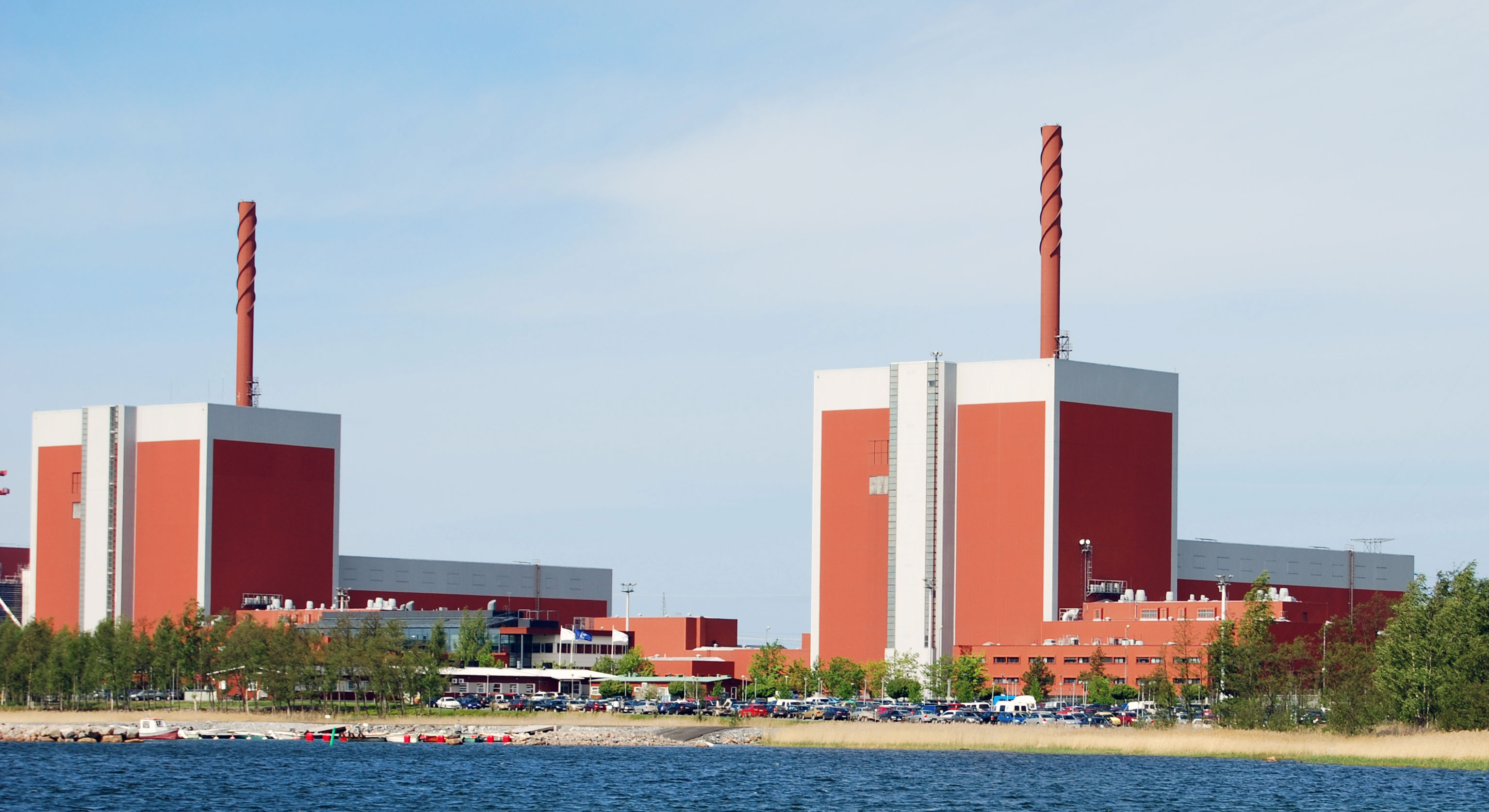
Olkiluoto kärnkraftverk. Reaktor 1 och 2.